# Marko Vrhunec
Marko Vrhunec, slovenski častnik, partizan, pravnik, ekonomist, politik in diplomat, * 27. junij 1922, Ljubljana, † november 2019.

## Življenje in delo
Vrhunec se je rodil v družini pravnika in gospodarstvenika (tajnika oz. komercialnega direktorja Trboveljske premogokopne družbe v Ljubljani) Vinka Vrhunca. Po kapitulaciji Italije leta 1943, je sodeloval pri poboju slovenskih vojnih ujetnikov na Grčaricah in Turjaku, ki velja za največji bratomorni zločin med drugo svetovno vojno. V času bojev za osvoboditev Ljubljane je bil komisar Ljubljanske brigade in major NOV in POJ/S in je 9. maja 1945 izobesil partizansko zastavo na ljubljanski magistrat.  Po 2. svetovni vojni je nadaljeval študij na Pravni fakulteti v Ljubljani in leta 1952 diplomiral, med tem služboval na več ministrstvih, kasneje pa na več vodilnih položajih v podjetju Intertrade. Med letoma 1967 in 1973 je bil ekonomski svetovalec in namestnik generalnega sekretarja tedanjega predsednika SFRJ Tita. Tri leta je bil tudi šef njegovega kabineta. Med drugim je bil 1974-78 pomočnik zveznega sekretarja za zunanje zadeve in nato do 1982 veleposlanik SFRJ oziroma šef misije pri Združenih narodih v Ženevi. 
Leta 1978 je doktoriral iz ekonomskih znanosti na Ekonomski fakulteti v Ljubljani in v letih 1984-90 (od 1986 kot izredni profesor) predaval mednarodne ekonomske odnose na FSPN v Ljubljani, kasneje pa mednarodno trgovino na podiplomskem študiju Ekonomske fakultete. Deloval je tudi kot podjetnik v Ljubljani, Istanbulu in Kairu.
Napisal je enajst knjig (mdr. Medsebojno ekonomsko sodelovanje dežel v razvoju (1987), Svet na razpotju (1997); O narodnoosvobodilnem boju na Slovenskem 1941-1945 (2006); dve sta o Josipu Brozu - Titu – v prvi z naslovom Šest let s Titom (2001) je opisal leta, ko je služboval za nekdanjega jugoslovanskega predsednika, v knjigi Josip Broz Tito: osebnost, stvaritve, titoizem (2009), pa je pisal o »titoizmu« kot družbeno-politični doktrini. Vneto je zagovarjal mnenje, da Tito ni zločinec, ampak je deloval pravično in po sklepih zaveznikov, tudi v zvezi s povojnimi poboji, velika krivica pa se mu je zdela tudi obtožnica zoper Mitjo Ribičiča.
Leta 2015 je Vrhunec postal častni meščan Ljubljane. Zaradi domnevno vprašljive preteklosti in nazorov (med vojno je bil član sodne komisije t. i. »sodne trojke«, ki je leta 1943 odločala o usodi ujetih pripadnikov paravojaške organizacije vaških stražarjev), so v ljubljanskem mestnem svetu predstavniki SDS in NSi glasovali proti imenovanju Vrhunca za častnega meščana, za imenovanje so večinsko glasovali svetniki LZJ, SMC, SD in DeSUS.
Njegov sin je diplomat Miha Vrhunec.